# Katherine Langford
Katherine Langford (Perth, 29 april 1996) is een Australische actrice.

## Biografie
Langford bracht haar schooltijd door op de Perth Modern School en behaalde in deze tijd nationale successen als zwemster. Ze studeerde daarna aan het National Institute of Dramatic Art in Sydney en aan de Perth's Principal Academy of Performing Arts. Aan het Royal Conservatoire of Scotland in Glasgow volgde ze een masterclass. Haar eerste filmrol kreeg ze met de korte film Daughter, die op het Filmfestival van Cannes 2016 in première ging.
Bekend is ze geworden door haar rol als Hannah Baker in de Netflix-serie 13 Reasons Why. Voor deze rol werd ze in 2018 genomineerd voor de Golden Globe Awards in de categorie Beste Actrice. 

## Filmografie
- 13 Reasons Why (2017), Hannah Baker
- Daughter (2016), Scarlett
- Love, Simon (2018), Leah Burke
- Knives Out (2019), Megan 'Meg' Thrombey
- Cursed (2020), Nimue